# Fausto Papetti
Fausto Papetti (* 28. Januar 1923 in Viggiù; † 15. Juni 1999 in Sanremo) war ein italienischer Altsaxophonist. 
Papettis erste Single erschien 1959. Die ersten Jahre noch mit seiner Jazzgruppe unterwegs, wurde Papetti in den 1960–1970er Jahren eine Größe im Bereich Salonmusik und dem sogenannten Easy Listening. Zusammen mit seinem Orchester spielte er instrumentale Versionen von Evergreens, Filmmusiken, Jazz-, Pop- und Schlagertiteln ein. Bis zu seinem Tod erschienen auf diese Weise 50 Langspielplatten. Diese waren auch für ihre leicht erotischen Plattencover bekannt. 